# 모래시계 (드라마)
《모래시계》(—時計)는 1995년 1월 9일부터 1995년 2월 16일까지 방송했던 SBS 광복 50주년 특별 기획 드라마로 《여명의 눈동자》에서 각각 연출과 극본을 맡았던 김종학 PD와 송지나 작가가 다시 뭉친 드라마이다. 1970년대부터 1990년대까지 격동의 대한민국 현대사를 세 명의 주인공의 삶으로 그려내었다.
5·18 광주민주화운동, 삼청교육대, YH 사건, 신민당 전당대회 각목 난동사건 등 실제의 사건들과 인물들을 잘 조화시킨 대본과 뛰어난 연출력으로 대한민국 근현대사를 극적으로 그려낸 드라마라는 평을 받았다. 방영 당시 평균 시청률 50.8%를 기록할 정도로 방영 기간 내내 큰 화제를 불러일으켰다. 당시 모래시계가 방영되는 시간이 되면 사람들이 이 드라마를 보기 위해 일찍 귀가해 거리가 한산할 정도여서 모래시계를 '귀가시계'라고 부르기도 했다.
이 드라마의 영향으로, 프로그램 제작국(이하 키국)인 SBS(수도권 단독 방송)는 7개 지역 민방 (PSB 부산방송 (현 KNN 부산경남방송), TBC 대구방송, TJB 대전방송, kbc 광주방송, ubc 울산방송, JTV 전주방송, CJB 청주방송)을 개국하게 되었다.
일부 지역 민방 네트워크는 1998년 1월 14일부터 2월 22일까지 수 · 목요일과 토 · 일요일 오후 9시 50분에 전국적으로 재방영하였다.

## 등장 인물

### 주요 인물
- 최민수 : 박태수 역 (고등학생 김정현)

광주를 무대로 한 폭력조직 박성범파의 중간보스. 후에 신흥폭력조직의 보스로 카지노와 슬롯머신 사업에 개입한다. 암흑가에 발을 들이고 광주사태 , 삼청교육대 등 현대사의 굴곡을 헤쳐나가는 인물이며 윤혜린과 연인 관계이다. 육군사관학교를 지망했으나 아버지의 좌익행적(지리산 빨치산)으로 인한 연좌제 때문에 육사 입학은 물거품이 되고, 숙명적으로 암흑가에 발을 들였다가 박성범의 눈에 들어 중간보스가 된다. 하지만 박성범이 조직을 떠나고 조직을 식구들에게 물려주자 불만을 품은 친구 이종도의 공작에 의해 누명을 쓰게 되고, 삼청교육대로 끌려가 생사를 넘나들다 제대한다. 박성범으로부터 성범을 감옥에 가게 한 것은 물론이고 태수 자신마저 삼청교육대로 끌고 간 장본인이 종도임을 알게 되자 종도에 맞서 카지노 이권과 슬롯머신 사업에 개입하여 대부가 되지만 또다시 종도의 계략에 빠져 거짓 누명을 쓰고 교도소에 가게 된다. 교도소 이감 도중 부하들의 도움으로 탈출하여 종도를 죽이고, 담당 검사였던 친구 우석의 사형 구형에 의해 형 확정 후 형장의 이슬로 사라지게 된다.(전라도광주출신으로 전국구폭력조직 양은이파의보스 조양은을 기본적모델로만든인물)
- 고현정 : 윤혜린 역 (아역:고은아)

카지노 대부 윤재용 회장의 외동딸이자 정식후계자. 후에 카지노 사업을 물려받아 경영한다. 우석과는 대학동창 사이이며 우석과의 만남을 계기로 태수를 만나 사랑에 빠진다. 우석이 자신을 좋아하는 것을 알면서도 한켠에 묻어두는 인물. 아버지 윤회장이 정치세력들과 손을 잡고 대의를 꿈꾸다 몰락하자, 태수와 조력자들의 도움으로 사업을 경영하며 카지노는 물론 슬롯머신 사업권까지 빼앗아가려는 이종도에 맞선다. 후에 태수가 죽자 시신을 화장한다. 당시의 어지러운 정치권력을 대변하는 인물이다.
- 박상원 : 강우석 역 (고등학생 홍경인, 초등학생 허정민)

서울중앙지검 검사. 태수의 고향 친구이자 혜린의 대학동창. 시골의 가난한 집에서 태어나 집안을 일으키기 위해 공부를 하며 검사를 꿈꿔왔고 단 한 번도 수석을 놓쳐본 적 없을 정도로 머리가 비상하다. 남들이 시위할 때 홀로 강의실을 지키며 많은 동창생들의 공분을 사지만 혜린을 만나게 되면서 시위에 가세, 중정의 모략으로 특전사에 징집되어 군대에 입대하게 된다. 특전 복무 당시 광주사태를 겪게 되고, 진압과정에서 시민들이 희생되는 것을 목격하고 충격을 받으며 삶의 회의를 느낀다. 암흑가에 발을 들인 친구 태수와의 충돌을 피하기 위해 그에게 암흑가에서 나올 것을 종용하였지만 이미 태수는 발을 빼기엔 이미 너무 깊이 들어와 있었다. 회피하였으나 결국 자신의 가장 친한 친구인 태수에게 사형을 구형하고 결국 태수에겐 사형이 선고된다. 군사정권 당시 어지러운 사회를 바로 세우고자 했으며 온갖 부당한 압력에도 굴복하지 않고 자신의 신념을 잃지 않았던 정의로운 외유내강형의 인물이다.

### 주변 인물
- 이정재 : 백재희 역

윤혜린의 보디가드. 본래 윤재용 회장과 대립하는 폭력조직소속의 건달이였으나 납치당한 혜린을 구해준 인연으로 윤회장의 눈에 들어 혜린의 보디가드로 발탁된다. 뛰어난 검도 실력으로 늘 혜린의 곁을 지키며, 학생 운동 시절에는 연행되는 혜린을 자주 구해내곤 한다. 3회 대본을 보면 고등학생 시절 검도 선수였다는 설정. 평생 혜린을 가슴 속에 담아두고 살지만 태수와 우석의 사랑을 받는 혜린을 보며 남모르게 가슴 아파한다. 종도에게 납치당한 혜린을 구하려다 종도 부하들에 의해 사망한다.
모래시계에 등장하는 대부분의 인물처럼 돈이나 명예를 쫓진 않고, 묵묵히 한 사람만 바라보다 마침내 사랑하는 여인의 품에서 죽음을 맞는 인물.
- 박근형 : 윤재용 회장 역

카지노 대부. 윤혜린의 아버지. 대한민국 카지노 재벌이며 정치권과 유착해 더 큰 권력을 바라는 인물로 정치 핵심부와 일찌감치 거래하였고 정치를비롯한 여러 사업에 개입하며 승승장구를 해온 인물이다. 계산과 거래에 능함은물론 인간을 꿰뚫어보는 통찰력과 눈치 또한 빠르다. 하룻강아지였던 이종도가 호랑이가 되어 덤벼들자 박태수를 영입, 종도를 견제하지만 오히려 종도의 계략에 의해 몰락하고 사망한다. (1993년 벌어진 슬롯머신사건의 주범 정덕진, 정덕일 형제. 카지노황제라 불리었던 파라다이스 그룹 전낙원 회장을 기본적 모델로 한 인물)
- 남성훈 : 장도식 역

강동환 실장의 수하로, 국가안전기획부 부장. 강 실장의 밑에서 비자금을 운반하고 강 실장과 윤 회장의 메신저가 되어 지령을 전달하는 통신역할을 한다. 종도를 이용해 윤 회장을 견제하지만, 종도가 박 회장 살해사건의 용의자로 체포되자 그 대리인으로 태수를 지목해 태수를 대부로 키운다.(1993년 슬롯머신 사건 때 국가안전기획부 기획조정실장으로 근무하며 거액의 로비자금을 박철언 장관에게 운반하고 자금을 챙긴 엄삼탁을 기본 모델로 한 인물)
- 정성모 : 이종도 역 (고등학생 김정학)

태수의 동료이자 박성범의 부하. 태수와 어릴적부터 암흑가에서 동고동락하며 지내온 친형제와 같은 사이였지만 욕심과 야망이 큰 인물로 박성범에게 내쳐진 이후 성범에게 불만을 품고 그에게 거짓 누명을 씌워 감옥으로 보낸다. 태수가 그에게 불만을 품고 큰 견제세력으로 다가오자 태수에게도 거짓 누명을 씌워 삼청교육대로 보내게 되고 그 사이에 태수가 이끌던 조직을 와해시키며 태수의 구역을 접수한다. 태수가 제대하고 자신의 세력에 대항하며 흩어진 세력을 규합, 밀고 들어오자 온갖 비열한 수단을 동원하여 태수가 개입한 카지노 사업과 슬롯머신 사업권을 빼앗으려 한다. 그 과정에서 혜린의 아버지 윤 회장을 죽게 만들고 태수에게도 또다시 누명을 씌워 감옥으로 보낸다. 하지만 태수가 정치권의 도움으로 누명을 벗고 대부로 성장하자 광주로 귀향, 건설폭력배를 모아 이권사업에 개입하여 승승장구한 후 힘을 키워 자신의 앞길에 방해가 되는 태수를 먼저 감옥으로 보내고 장도식의 명령으로 혜린을 제거하려 하지만 실패한다. 태수가 부하들의 도움으로 탈주하는 상황에 외국으로 도피하려다가 태수에 의해 비참한 죽음을 맞게 된다. 트레일러 위에서 태수에게 지고 바닷물에 빠져 사망한다.(전라도광주출신으로 전국구폭력조직 서방파보스였던 김태촌을 모델로삼은인물)
- 김종결 : 민 변호사 역

윤재용 회장과 윤혜린의 고문변호사로 이종도에 의해 윤 회장이 죽고 혜린이 방황할 때 모든 뒤처리를 도맡으며 그의 뒤를 지켰다. 끝까지 윤 회장 가를 모신 몇 안 되는 가신이다.
- 김병기 : 강동환 역

국가안전기획부 실장. 카지노와 슬롯머신 허가권을 가지고 있는 인물로 윤재용 회장과 거래하였으나 윤 회장의 권력이 커지자 그 권력을 견제하기 위해 박태수를 영입하여 윤 회장을 파멸시킨다. 하지만 이종도의 공작으로 인해 박태수가 잡혀 들어가고 박태수가 탈주하여 이종도를 죽이고 강우석에 의해 체포되어 자신의 모든 비리사실이 밝혀지자 자멸한다.('6공 황태자'라는 별칭이 있던 제6공화국 정책보좌관 박철언을 모델로 한 인물)
- 조민수 : 정선영 역

강우석의 배우자. 결혼 전에는 우석이 세들어 살고 있는 하숙집 주인 딸이었다. 우석이 사법고시를 합격하고 검사가 되고 여기저기 정혼이 들어오자 우석을 사랑하고 있던 자신의 마음을 접으려 하지만 우석의 마음이 굳건하자 그와 결혼한다.
- 이승연 : 신영진 역

사회부 기자로 양심있는 언론기자이다. 강우석 세력에서 가장 큰 축을 담당하며 정치권과 암흑가가 유착한 진실을 파헤치는 데 앞장선다.
- 이희도 : 박성범 역

전국구 건달보스. 전라도에서 상경한 후 명동 충무로에 자리를 잡고 있던 노주명파의 기세를 잡은 후 장도식의 손을 잡아 정치 테러 사건에 가담하고 태수와 종도 등 수하들의 도움으로 세를 크게 확장해 전국구 건달보스로서 거듭난다. 하지만 검경의 추적으로 인해 모든 조직자산을 부하들에게 분배하지만 자신이 원하는 구역을 태수한테 물려준 데 앙심을 품은 종도의 계략에 의해 경찰에 체포되어 감옥살이를 한다.
- 손호균 : 백민재 역

일명 백곰 박성범의 부하이며 박태수-이종도의 형님이다. 성범의지시로 신당창당정치테러사건에 앞장선 행동대장이며 노주명이 장악한 카지노를 기습할 때 종도가 태수의 지시였다고 둘러대자 바로 옷을 챙겨 입고 뛰쳐나갈 만큼 태수를 신뢰한다. 후일 성범이 조직자산을 분배할 때 카지노를 배정받지만 종도의 계략으로 구속된다.
- 임대호 : 장일도 역

박성범의 부하이며 박태수-이종도의 형님. 박성범을 수행하던 수행원이면서 신당창당 정치테러 사건에도 앞장선 행동대장이다. 동생뻘이지만 의리가 깊은 태수를 깊이 신뢰하고 있다. 조직 자산 분배에서 주류 도매상을 책임지게 되지만 이종도의 계략으로 구속된다.

### 그 외 인물
- 조경환 : 검사장 역

서울중앙지검 검사장. 우석의 상관. 영진의 작은아버지. 진실과 정의를 신념으로 생각하는 검사장이다.(1993년 슬롯머신 사건 수사 때 서울지검장으로 임명되었던 송종의 검사장과 유창종 강력부장을 모델로 한 인물)
- 박영지 : 부장 검사 역

서울중앙지검 부장 검사. 정치권과 유착되어 있는 비리검사로 강우석이 정치핵심부가 관련된 비리사건을 파헤치려 하자 회유와 협박으로 강우석을 광주지검으로 좌천시킨다.(1993년 슬롯머신 사건 때 정덕진, 정덕일 형제에게 뇌물수수혐의를 받은 고검장 이건개를 모델로 한 인물)
- 맹상훈 : 강우석의 동료 검사 역

강우석의 동료 검사. 강우석이 장도식의 계략으로 국가안전기획부로 연행되고 장도식이 강우석이 수사하던 슬롯머신 사건에 대해 수사 중지를 요구하며 검찰을 압박해오자, 강우석이 수사를 중단한다면 자신이 맡게 되는데 그렇게 되면 강 검사 몫까지 사건을 파헤치겠다며 검사장과 같이 우석을 비호하며 강우석의 석방에 큰 힘이 된다.(홍준표의 측근인 권성동을 모티브로 했다는 설이 있으나 확실치 않다.)
- 임현식 : 오 계장 역

강우석 검사의 서기로 실실거리며 웃고 다니며 입담이 좋다.
- 장항선 : 장 형사 역

우석세력의 한 축을 담당하는 형사.
- 이두일 : 백 형사 역

유도3단의 형사로 취조에 능하다.
- 김보성 : 조 순경 역

무술실력이 출중하며 검거능력이 뛰어나 우석에게 발탁된다. 우석의 부인 선영이 종도 부하들에 의해 납치되었을 때 끝까지 쫓아가 구해 내는 의리의 인물.
- 김인문 : 강만석 역

강우석의 부친. 배운 것 없어 억울한 일을 당하자 우석에게 커서 검사가 되어줄 것을 당부한다.
- 김영애 : 박태수 모친 역

요정을 경영하던 박태수의 모친.
- 남정희 : 강우석의 모친 역

- 손현주 : 박태수의부하 정인영 역

박태수의 부하로 한때 박태수와 맞서 견제하던 세력이였으나 보스 노주명과 형 정인재가 삼청교육대에서 죽자 태수의 조직에 합류, 충성을 다한다. 끝까지 태수의 충신으로 남으며 태수가 누명을 쓰고 교도소로 이감되려하자 태수의 탈주를 돕고 부하들과 함께 체포된다.
- 김진해 : 박승철회장 역

윤재용 회장의 반대편에서 카지노와 슬롯머신 사업권을 두고 경쟁하던 인물로, 윤재용 회장과 카지노 허가권을 놓고 대결하여 손에 넣은 후 박태수의 도움으로 윤 회장을 압박한다. 윤 회장에게 지리산 개발 허가건을 두고 유리한 입지를 확보한 뒤 윤 회장에게 지리산관광 개발토지를 자신에게 넘기라며 압박하던 중 이종도의 계략으로 교통사고로 조작된 사고로 사망한다.
- 현길수 : 노주명 역

명동 충무로를 장악한 전국구 건달보스로 박성범의 라이벌. 정치적인 성향에 있어서 야당의 편을들어 여당 세력의 조력자로 있는 박성범과 자주 부딪히며 세를 다퉈왔지만 후에 깡패 소탕령으로 인해 삼청교육대에 잡혀들어가 태수, 인재와 상면한다. 인재와 태수의 도움으로 탈주기회를 얻지만 과로와 피로로 인해 기차안에서 사망한다.
- 송금식 : 정인재 역

노주명의 수하이자 정인영의 친형. 태수와는 신당창당정치테러사건에서 상면하였고 후에 종도의 계략으로 들이닥친 박성범파에 의해 동생 인영과 같이 지키던 카지노를 빼앗기고 인재 자신은 종도에 의해 아킬레스건을 다치게 된다. 후에 깡패 소탕령으로 인해 삼청교육대에 끌려가게 되고 적이었던 태수와 다시만나 보스 노주명과 같이 탈주 모의를 하지만 탈주 순간에 보스를 탈주시키고 자신은 체포된다.
- 이희성 : 유진수 역

태수의 부하. 광주사태에서 계엄군의 총에 맞아 사망한다.
- 정명환 : 김정근 역

태수의 수하. 이종도가 장도식을 등에 엎고 승승장구할 때 홀로 술집을 지키며 살아오다 삼청교육대에서 출감한 태수를 만나 그의 휘하에든다. 이후 도식과 손을 잡은 태수의 휘하에서 정치 테러 사건의 선봉에 서며 정치 깡패로 변모한다. 후에 수감된 태수의 곁에서 수족 노릇을 한다.
- 강신범 : 박창민 역

태수의 수하. 이종도가 급부상한 이후 주먹 세계를 떠나 합기도장을 경영하며 건실하게 살아왔으나, 삼청교육대에서 출감한 태수가 찾아오자 그의 수하에 든다. 이후 태수의 밑에서 정치 테러 활동을 하며 정치 깡패로 변모한다. 하지만 태수가 종도의 계략으로 수감되자 인영과 함께 태수를 탈주시키고 경찰에 체포된다.
- 김응석 : 윤영재 역

윤재용 회장의 큰아들이자 혜린의 오빠.
- 조형기 : 마 중사 역

특전사 제 7공수특전여단. 괄괄하고 명령에 충실한 군인인 탓에 광주사태 진압작전을 지휘하기도 한다. 때문에 광주에서 우석과 충돌하기도 하나 기본적으로 우석을 아끼는 인물.
- 김동수 : 강 일병 역

특전사 제 7공수특전여단 강우석의 동기. 광주 출신으로서 광주사태 진압에 나선 자신을 부끄러워한다. 시위 진압 과정에서 적극적으로 나서지 못하고 자신을 알아보는 사람들이 있을세라 얼굴을 가린다. 진압군 간의 오발사고로 사망한다.
- 한창호 : 특전사 제 7공수특전여단 중대장 역

- 김을동 : 유진수의 어머니 역

광주에서 음식점을 한다. 태수가 잠시 숨어지내던 곳이다.
- 김영옥 : 어촌 할머니 역

윤혜린이 도망다닐 때 잠시 머물던 어촌에서 만난 할머니. 기거할 곳이 없는 윤혜린에게 자기 집에서 머무르게 해준다.
- 김기현 : 국가안전기획부 간부 역

국가안전기획부 간부이며 강 실장-장 부장의 상관이다. 제5공화국 정보공작 정치의 지지자로 강동환 실장과 윤재용 회장의 유착관계가 사실화되자 사회의혼란, 국민들의 질타를 염려해 장도식과의 논의 끝에 강 실장을 희생양으로 삼는다.
- 최재호 : 카지노 최 과장 역

혜린에게 카지노 딜러 일을 가르쳐 준다.
- 한경선 : 카지노 딜러 역

- 양재성 : 김찬규 역

## 시청률
최저 시청률과 최고 시청률은 시청률 조사회사와 지역별로 시청률에 차이가 있을 수 있습니다.
| 1995년      | 1995년      | 1995년 | 1995년 |
| 회차        | 방송일      | 시청률 | 시청률 |
| 회차        | 방송일      | 전국   | 수도권 |
| ----------- | ----------- | ------ | ------ |
| 제1회       | 1월 9일     | 29.8%  | 30.7%  |
| 제2회       | 1월 10일    | 34.1%  | 32.5%  |
| 제3회       | 1월 11일    | 35.9%  | 36.6%  |
| 제4회       | 1월 12일    | 36.9%  | 37.8%  |
| 제5회       | 1월 16일    | 40.1%  | 40.3%  |
| 제6회       | 1월 17일    | 41.7%  | 41.5%  |
| 제7회       | 1월 18일    | 43.3%  | 43.2%  |
| 제8회       | 1월 19일    | 43.9%  | 43.8%  |
| 제9회       | 1월 23일    | 44.0%  | 44.1%  |
| 제10회      | 1월 24일    | 46.5%  | 45.9%  |
| 제11회      | 1월 25일    | 47.9%  | 47.0%  |
| 제12회      | 1월 26일    | 48.7%  | 48.3%  |
| 제13회      | 1월 30일    | 48.9%  | 48.5%  |
| 제14회      | 1월 31일    | 55.7%  | 56.6%  |
| 제15회      | 2월 1일     | 59.6%  | 59.1%  |
| 제16회      | 2월 2일     | 60.3%  | 60.0%  |
| 제17회      | 2월 6일     | 60.2%  | 60.1%  |
| 제18회      | 2월 7일     | 60.1%  | 60.2%  |
| 제19회      | 2월 8일     | 61.6%  | 60.3%  |
| 제20회      | 2월 9일     | 64.1%  | 60.6%  |
| 제21회      | 2월 13일    | 65.7%  | 63.4%  |
| 제22회      | 2월 14일    | 64.4%  | 63.3%  |
| 제23회      | 2월 15일    | 62.1%  | 63.9%  |
| 제24회      | 2월 16일    | 64.3%  | 64.5%  |
| 평균 시청률 | 평균 시청률 | 50.8%  | 50.5%  |

## 재방송의 결방 사유와 편성 변경
- 1998년 1월 28일 : 설날 특선영화 《흑협》의 편성으로 인해 결방
- 1998년 1월 29일 : 다음 날 9회와 10회가 연속 방영됨.
- 1998년 2월 19일 : 9시부터 방송된 《1998년 나가노 동계 올림픽》 중계 방송으로 인해 10시 45분로 편성 변경 (일일극 《지평선 너머》는 10시, 《한밤의 TV연예》는 11시 45분에 방송)
- 1998년 2월 21일 : 8시 50분부터 방송된 《1998년 나가노 동계 올림픽》 중계 방송으로 인해 11시로 편성 변경 (주말극장 《아름다운 죄》는 10시, 《토요미스테리 극장》은 12시에 방송)

## 수상 경력
- 1995년 SBS 연기대상 대상 최민수
- 1995년 SBS 연기대상 남자 최우수연기상 박상원
- 1995년 SBS 연기대상 남자 신인연기상 이정재
- 1995년 제31회 백상예술대상 TV부문 대상
- 1995년 제31회 백상예술대상 TV부문 작품상
- 1995년 제31회 백상예술대상 TV부문 연출상 김종학
- 1995년 제31회 백상예술대상 TV부문 남자 최우수연기상 최민수
- 1995년 제31회 백상예술대상 TV부문 극본상 송지나
- 1995년 제31회 백상예술대상 TV부문 남자 신인연기상 이정재
- 1995년 제22회 한국방송대상 TV드라마부문 우수작품상
- 1995년 제22회 한국방송대상 남자 탤런트상 최민수
- 1995년 제22회 한국방송대상 TV작가상 송지나
- 1996년 제8회 한국방송작가상 드라마 부문상 송지나

## 참고 사항
- 월화 드라마로 방송 예정이었던 《장희빈》이 캐스팅 문제로 어려움을 겪어오자 후속 드라마로 편성되어 있었음에도 먼저 방영하기로 결정되었다.[4]
- SBS 측은 1995년 1월 초에 내보내는 방안과 지역민방 개국에 맞춰 4월 봄 개편 때 방송하는 두 가지 방안을 검토했으나 후속 프로그램 《장희빈》 기획이 늦어진데다 SBS 수목 드라마 《사랑은 없다》가 부진을 면치 못하자 방송사 전반의 분위기를 일신한다는 차원에서 연초 방영(월~목 4회)을 결정했다[5].
- MBC 수목 드라마 《여명의 눈동자》에서 주인공을 맡았던 최재성, 박상원이 모래시계에서도 함께 캐스팅 되었으나 최재성이 모래시계의 '태수' 역과 여명의 눈동자의 '최대치' 역이 이미지가 너무 겹친 것 외에도 컨디션 문제 때문에[6] 출연을 고사, 결국 '태수'역은 최민수가 맡게 되었다.
- 극 중 소나무가 서 있는 바닷가의 작은 역에서 혜린이 체포되는 장면(8회)이 나오는데 이 장면은 영동선 정동진역(강원특별자치도 강릉시 강동면 정동진리 303번지)에서 촬영된 것이다. 드라마 종영 이후 정동진역은 모래시계의 촬영지로 알려지면서 이전과 비교할 수 없을 만큼 관광객이 폭증하게 되었다. 이 일은 당시 이용객이 없어 폐역이 고려되던 정동진역을 모든 열차가 정차하는 역으로 바꿔 놓고 정동진 일대를 관광지로 변모시키는 계기가 된다. 그러나 태수의 어머니가 바람에 날아가는 스카프를 잡기 위해 철로로 들어가다가 목숨을 잃은 곳[7]인 압록역은 관광객을 모으는 데 실패하였고 현재는 모든 여객열차가 정차하지 않는다.
- 극 중에서 사용된 노래 가운데 하나인 《백학》(러시아어: Журавли, Zhuravli)은 러시아 가수 이오시프 코브존이 1969년에 발표한 노래이다. 이 노래는 원래 제2차 세계 대전에서 전사한 소련 병사들을 추모하는 내용을 소재로 한 노래이지만 대한민국에서는 이 노래가 러시아 체첸 공화국의 민요로 잘못 알려지기도 했다. 이오시프 코브존의 노래 《백학》은 러시아 다게스탄 공화국 출신의 시인인 라술 감자토프(러시아어: Расул Гамзатов, 1923년 ~ 2003년)가 작사하고 작곡가인 얀 프렌켈(러시아어: Ян Френкель, 1920년 ~ 1989년)이 작곡했다.
- 극 중 혜린의 보디가드 재희 역으로 분한 이정재로 인해 한 동안 검도 배우기[8] 붐이 일기도 했다.
- 지나친 폭력 장면을 반복 묘사해 방송심의규정을 위반하여 방송위원회로부터 '주의' 조치를 받았다[9].
- 드라마 방송 이후 당시 초등학생들의 장래 희망 1순위가 깡패가 될 정도로 파급력이 컸었고 깡패와 조직폭력배를 미화했다는 지적이 있었다.[10]
- 실제를 방불케하는 격투씬과 배우들의 사실감 넘치는 연기력, 즉 격동의 1970 ~ 1980년대를 완벽하게 연출했다는 평을 받은 김종학 감독의 연출력까지 한국 드라마의 발전을 한 단계 앞당겼다는 호평을 들었다.
- 당초 《임꺽정》 후속으로 재방송 편성 예정이었으나 내부에서 반대하는 의견이 많아 취소된 바 있었다.[11]
- 2006년, 일본에 판권을 수출하여[12] 방영되었으며 큰 인기를 끌었다.
- 2017년 인사이트엔터테인먼트 제작, 조광화 연출, 오상준 작곡, 김문정 음악감독 등 초호화 제작진이 참여한 뮤지컬 《모래시계》 초연이 개막했다.
- SBS 측에서는 본 드라마 프로그램 방영에 앞서 예고를 수개월 전부터 전사적 총력을 다해 예고 홍보하였고 1월 8일 일요일 저녁 정규 프로그램을 편성 취소하고 전야제 방송까지 하였다.
- 극 중 언급이 정치인 홍준표의 검사 시절의 이야기를 모티프로 했다는 설이 있다.
- 방영 시작 전 일인 1995년 1월 8일 일요일 저녁 6~8시 정규 프로그램을 결방하고 모래시계 미리보기 스페셜 전야 방송을 방영하으며 드라마 사상 최초로 첫 방영 15일 전 부터 예고편을 통해서 D 데이 카운트 로고를 노출하였다.
- 대한민국의 가수, 래퍼, 배우이자 걸 그룹 BLACKPINK의 멤버인 제니는 SBS에서 방영된 드라마 《모래시계》에 출연한 배우 가운데 한 사람인 이정재가 맡은 등장인물인 백재희에서 따온 이름이다. 이정재의 팬이었던 제니의 어머니는 아들이 태어나면 이름을 '재희'라고 지으려고 했는데 딸이 태어나서 재희와 발음이 비슷한 '제니'로 지었다고 한다.[13][14]

## 1998년 재방송 관련
- 재방영 1~2회분에서 과도한 폭력장면을 지적받아 방송위원회로부터 '주의' 조치를 받기도 했다[15].
- 재방영 당시 평일(수목) 시간에는 시청률 30%대를 기록했으나[16][17] 주말에는 동시간대 높은 시청률을 기록해 온 KBS 1TV 대하 드라마 《용의 눈물》 때문에 손해를 본 바 있다.
- 24부작 미니시리즈인[18] 해당 프로그램이 1998년 1월 14일부터 수요일부터 목요일, 토요일부터 일요일 오후 9시 50분에 재방송으로 편성되면서 경쟁 프로그램이었던 MBC 수목 드라마 《영웅신화》, KBS 2TV 수목 드라마 《그대 나를 부를 때》가 각각 50회에서 23회(1998년 1월 22일)(영웅신화), 44회(1998년 2월 12일)(그대 나를 부를 때)로 축소 편성됐다. KBS는 《그대 나를 부를 때》를 마지막으로 수목 드라마 잠정 폐지했다.
- MBC 수목 드라마 《영웅신화》, KBS 2TV 수목 드라마 《그대 나를 부를 때》의 축소 편성 외에도 《모래시계》 주말 앞시간대(오후 8시 50분)에 방송되었던 SBS 주말 드라마 《아름다운 죄》가 50부작에서 20편 축소된 30회(1998년 3월 1일)로 조기 종영됐는데 이 작품은 살인·자식 유기 등 극단적인 내용을 담아[19] 10% 초반 시청률로 고전을 면치 못했으며 17~18% 시청률로 비교적 선전했음에도 SBS의 부진에 따른 '어부지리' 성격이란 지적을 산 데 이어 "제작비가 많이 든다" "주말 드라마가 너무 많다"는 명분 아래 조기 종영(34회)될 위기였으나[20] 이를 위해 1998년 2월 초부터 극의 진행 속도가 빨라지면서 25%대의 높은 시청률로 승승장구한 KBS 2TV 주말 드라마 《아씨》의 연장과 시간대 변경설이 제기되어 시청률이 갈수록 떨어졌고 김세윤 (임종을 맞이하는 형식으로 1998년 1월 31일 빠짐)(아씨의 시아버지 이참봉 역)[21] 여운계 (임종을 맞이하는 형식으로 1998년 1월 11일 하차)(아씨의 시할머니 박씨 역)[22] 등 아씨의 윗세대 인물들이 대거 하차한 뒤 1998년 1월 31일부터 성인 김유미 역으로[23] KBS 2TV 주말 드라마 《아씨》에 중도 합류한 정혜영, KBS 2TV 주말 드라마 《아씨》에서 송은심 역을 맡았던 이일화가 SBS 공채 탤런트 출신(정혜영-93년 3기 이일화-92년 2기)[24][25]이라 SBS 주말 드라마 《아름다운 죄》는 아픔이 두 배였다.
- 수요일부터 목요일, 토요일부터 일요일 오후 9시 50분 재방송 당시에는 해당 프로그램과 같은 외주 제작사(SBS 프로덕션) 소속이었던[26] 이금림 작가, 정을영 PD를 연출자로 내세운 SBS 일일 드라마 《지평선 너머》가 월요일부터 목요일 오후 9시에 편성된 터라 "특정 외주제작사 드라마 중복 편성"이란 지적을 샀는데 해당 프로그램 전작 SBS 일일 드라마 《미아리 일번지》부터[27] SBS 일일 드라마는 월요일부터 목요일 오후 9시에 편성됐고 SBS가 오후 9시 20분에 편성된[28] SBS 일일 시트콤 《순풍산부인과》를 통해 SBS 일일 시트콤을 재개함에 따라 SBS 일일 드라마 《지평선 너머》 후속 프로그램 SBS 일일 드라마 《서울 탱고》부터 SBS 일일 드라마 《해 뜨는 집》까지 SBS 일일 드라마는 한 동안 평일 오후 8시 50분에 편성됐다.

## 같이 보기
- 모래시계공원
- 슬롯머신 사건 - 작중 언급의 모티브가 되는 사건